# جوزف دابلیو. فارنهم
جوزف دابلیو. فارنهم (انگلیسی: Joseph W. Farnham؛ ۲ دسامبر ۱۸۸۴ – ۲ ژوئن ۱۹۳۱) یک فیلم‌نامه‌نویس اهل ایالات متحده آمریکا بود.
وی فیلم‌نامه‌نویس فیلم‌هایی همچون آسیاب سرخ، خانه بزرگ، نمایش، شاپرک‌های بی‌پروا و طمع بوده است.